# Cantón de Brénod
El cantón de Brénod (en francés canton de Brénod) era una división administrativa francesa del departamento de Ain, en la región de Ródano-Alpes.

## Composición
El cantón incluía doce comunas:
- Brénod
- Champdor
- Chevillard
- Condamine
- Corcelles
- Hotonnes
- Izenave
- Lantenay
- Le Grand-Abergement
- Le Petit-Abergement
- Outriaz
- Vieu-d'Izenave

## Supresión del cantón
En aplicación del decreto n.º 2014-147 del 13 de febrero de 2014, el cantón de Brénod fue suprimido el 1 de abril de 2015 y sus 12 comunas pasaron a formar parte del nuevo cantón de Hauteville-Lompnes.